# Trường Đại học Sư phạm, Đại học Thái Nguyên
Trường Đại học Sư phạm (tiếng Anh: Thai Nguyen University of Education) là một trường đại học thành viên của Đại học Thái Nguyên. Trường có vai trò là trung tâm đào tạo đại học, sau đại học, nghiên cứu và ứng dụng khoa học giáo dục, là một trong các trường trọng điểm trong hệ thống giáo dục đại học các tỉnh trung du, miền núi phía Bắc Việt Nam.

## Lịch sử
Tên gọi cũ của trường là Trường Đại học Sư phạm Việt Bắc, được thành lập ngày 31 tháng 10 năm 1966. Ngày 4 tháng 4 năm 1994, Trường Đại học Sư phạm Việt Bắc là một trường thành viên trực thuộc Đại học Thái Nguyên và được đổi tên thành Trường Đại học Sư phạm - Đại học Thái Nguyên.
Trong lịch sử phát triển của mình, Trường Đại học Sư phạm - Đại học Thái Nguyên được trao tặng 2 Huân chương Lao động hạng Ba, 2 Huân chương Lao động hạng Nhì, 1 Huân chương Lao động hạng Nhất, 1 Huân chương Độc lập hạng Ba và 1 Huân chương Độc lập hạng Nhì. Ngày 31 tháng 10 năm 2011, nhân dịp kỷ niệm 45 năm ngày thành lập, Trường Đại học Sư phạm - Đại học Thái Nguyên đã được Đảng và Nhà nước Việt Nam trao tặng Huân chương Độc lập hạng Nhất.

## Tuyển sinh
Đại học
Ngoài tuyển sinh hệ Đại học chính quy, trường có tuyển sinh hệ Đại học chính quy văn bằng 2.
- Ngành Sư phạm Ngữ văn.
- Ngành Sư phạm Lịch sử.
- Ngành Sư phạm Địa lý.
- Ngành Sư phạm Tin học.
- Ngành Sư phạm Toán học.
- Ngành Sư phạm Vật lý.
- Ngành Sư phạm Sinh học.
- Ngành Sư phạm Hoá học.
- Ngành Sư phạm Sinh - Hoá.
- Ngành Sư phạm Tâm lý - Giáo dục.
- Ngành Sư phạm Văn - Sử.
- Ngành Sư phạm Văn - Địa.
- Ngành Sư phạm Âm nhạc.
- Ngành Sư phạm Mỹ thuật.
- Ngành Giáo dục Thể chất.
- Ngành Giáo dục Thể chất - Giáo dục Quốc phòng.
- Ngành Giáo dục Tiểu học.
- Ngành Giáo dục Tiểu học - Anh.
- Ngành Giáo dục Mầm non.
- Ngành Giáo dục Chính trị.
- Ngoài ra sinh viên có thể đăng ký chương trình chất lượng cao để nâng cao chất lượng đào tạo.

Thạc sĩ
- Thạc sĩ Toán giải tích.
- Thạc sĩ Đại số và lý thuyết số.
- Thạc sĩ Vật lý chất rắn.
- Thạc sĩ Hoá hữu cơ.
- Thạc sĩ Hoá vô cơ.
- Thạc sĩ Hoá phân tích.
- Thạc sĩ Di truyền học.
- Thạc sĩ Sinh thái học.
- Thạc sĩ Sinh học thực nghiệm.
- Thạc sĩ Văn học Việt Nam.
- Thạc sĩ Ngôn ngữ Việt Nam.
- Thạc sĩ Lịch sử Việt Nam.
- Thạc sĩ Địa lý học.
- Thạc sĩ Địa lý tự nhiên.
- Thạc sĩ Giáo dục học.
- Thạc sĩ Quản lý giáo dục.
- Thạc sĩ Lý luận và phương pháp dạy học toán học.
- Thạc sĩ Lý luận và phương pháp dạy học vật lý.
- Thạc sĩ Lý luận và phương pháp dạy học văn - tiếng Việt.

## Chất lượng đào tạo

### Đội ngũ giảng viên
Tính đến tháng 11 năm 2017, trường có 470 giảng viên. Trong đó có 2 Giáo sư, 31 phó giáo sư, 131 tiến sĩ, 227 thạc sĩ và 79 giảng viên có trình độ đại học.

### Chất lượng đầu ra thực tế
| Cấp bậc đào tạo           | Số lượng nhập học | Số lượng tốt nghiệp đúng hạn | Số lượng tốt nghiệp loại xuất sắc        | Số lượng tốt nghiệp loại giỏi            | Tỉ lệ có việc làm sau khi ra trường 1 năm |
| ------------------------- | ----------------- | ---------------------------- | ---------------------------------------- | ---------------------------------------- | ----------------------------------------- |
| Đại học                   | 2101              | 1047                         | 11                                       | 162                                      | 58,4%                                     |
| Thạc sĩ (Cao học)         | 213               | 156                          | Trường không phân loại ở bậc đào tạo này | Trường không phân loại ở bậc đào tạo này | 100%                                      |
| Tiến sĩ (Nghiên cứu sinh) | 72                | 8                            | Trường không phân loại ở bậc đào tạo này | Trường không phân loại ở bậc đào tạo này | 100%                                      |

* Tỉ lệ sinh viên có việc làm trong vòng một năm sau khi ra trường đã bao gồm số lượng người ra trường có khởi nghiệp thành lập doanh nghiệp, không bao gồm ngộ nhận khởi nghiệp như đa cấp.
* Thống kê không dành cho bậc đào tạo thấp như cao đẳng với trung cấp, nên không thể nội suy chất lượng đào tạo ở hai hệ đào tạo này.

## Cơ sở vật chất
Giảng đường có tổng diện tích là 15.019 m²; tổng diện tích phòng thí nghiệm và xưởng thực hành là 2.800 m²; thư viện có tổng diện tích là 1.087 m²; tổng diện tích nhà làm việc là 5.786 m²; diện tích nhà ở sinh viên là 10.210 m². Tổng số 06 hội trường, trong đó hội trường lớn với hơn 1000 chỗ ngồi. Ngoài ra, trường còn có hệ thống sân vận động, bể bơi và sân chơi quần vợt đạt tiêu chuẩn thi đấu.

## Hợp tác quốc tế
Trường đã phát triển các mối liên kết với nhiều trường đại học ở các nước: Trung Quốc, Nga, Thái Lan, Pháp, Úc, Canada, Singapore, Hà Lan, Đức, Nhật Bản, Hoa Kỳ,…thông qua các dự án và hợp tác song phương như:
- Học viện Sư phạm Quảng Tây, Trung Quốc
- Đại học Wollongong, Australia
- Đại học Ryukyus, Nhật Bản
- Đại học Khon Kaen, Thái Lan
- Đại học Udon Thani Rajabhat, Thái Lan
- Đại học St. John's, Hoa Kỳ
- Đại học Kyungnam, Hàn Quốc
- Đại học Chang Hua, Đài Loan
- Đại học Sư phạm quốc gia, Đài Loan
- Đại học bang Malang, Indonesia

## Lãnh đạo các Phòng
- Trưởng phòng Đào tạo: PGS.TS. Vũ Thị Hồng Hạnh
- Trưởng phòng Khoa học Công nghệ và Hợp tác quốc tế: TS. Ôn Thị Mỹ Linh
- Trưởng phòng Công Tác Sinh viên: PGS. TS. Dương Ngọc Toàn
- Trưởng phòng Quản lý cơ sở vật chất: TS. Cao Tiến Khoa
- Trưởng phòng Bảo đảm chất lượng giáo dục: PGS. TS Sĩ Danh Thường (PTP Phụ trách)
- Trưởng phòng Kế hoạch-Tài chính: Th.S Đoàn Dũng Trí
- Trưởng phòng Hành chính-Tổ chức: TS. Nguyễn Thị Ngân
- Trưởng phòng CNTT-TV: TS. Trần Ngọc Hà

## Lãnh đạo các Khoa/Bộ môn trực thuộc
- Trưởng Khoa Toán: PGS.TS. Trần Nguyên An
- Trưởng Khoa Vật lý: PGS. TS. Chu Việt Hà
- Trưởng Khoa Hóa học: PGS.TS. Nguyễn Thị Hiền Lan
- Trưởng Khoa Sinh học: PGS.TS. Nguyễn Thị Ngọc Lan
- Trưởng Khoa Ngữ văn: PGS.TS. Ngô Thanh Quý
- Trưởng Khoa Lịch sử: PGS.TS. Hà Thị Thu Thủy
- Trưởng Khoa Địa lý: PGS.TS. Nguyễn Phương Liên
- Trưởng Khoa Giáo dục Chính trị: TS. Nguyễn Thị Khương
- Trưởng Khoa Tâm lý Giáo dục: PGS.TS. Nguyễn Thị Thanh Huyền
- Trưởng Khoa Thể dục Thể thao: TS. Đỗ Ngọc Cương
- Trưởng Khoa Giáo dục Mầm non: TS. Trần Thị Minh Huế
- Trưởng Khoa Giáo dục Tiểu học: PGS. TS. Lê Thị Thu Hương
- Trưởng Khoa Ngoại ngữ: TS. Nguyễn Thị Hồng Minh

## Lãnh đạo các Viện nghiên cứu, Trung tâm, Trường thực hành
- Viện trưởng Viện nghiên cứu KT-XH & Nhân văn miền núi: PGS.TS. Hà Thị Thu Thủy
- Giám đốc Trung tâm Hợp tác quốc tế - Đào tạo tiếng Việt cho người nước ngoài: PGS.TS. Từ Quang Tân
- Giám đốc Trung tâm Phát triển kĩ năng sư phạm: PGS.TS. Mai Xuân Trường
- Giám đốc Trung tâm Ngoại ngữ Sư phạm Việt Bắc: PGS.TS. Mai Xuân Trường
- Giám đốc Trung tâm Tin học miền núi: PGS.TS. Bùi Đức Nguyên
- Hiệu trưởng Trường THPT Thái Nguyên: TS. Phạm Thị Thủy

## Hiệu trưởng qua các thời kì
- Nhà giáo Nguyễn Văn Tuất: Nhiệm kì 1966 - 1972
- GS.TSKH. Dương Trọng Bái: Nhiệm kì 1972 - 1977
- TS. Hứa Đức Dương: Nhiệm kì 1977-1988
- PGS.TS. Nguyễn Duy Lương: Nhiệm kì 1989-1998
- GS.TSKH. Nguyễn Văn Hộ: Nhiệm kì 1998-2001
- PGS.TS. Nguyễn Văn Lộc: Nhiệm kì 2001 - 2010
- GS.TS. Phạm Hồng Quang: Nhiệm kì 2010 - 2018
- PGS.TS. Mai Xuân Trường: Nhiệm kì 2019 - 2024

## Các Phó Hiệu trưởng đương nhiệm
- PGS.TS. Bùi Đức Nguyên
- TS. Từ Quang Tân

## Những cựu sinh viên thành đạt
- Phạm Mạnh Hùng: Phó Giáo sư, Tiến sĩ Văn học, Nguyên Hiệu trưởng Trường Đại học Kinh tế Quốc dân, Thứ trưởng Bộ Giáo dục và Đào tạo.
- Phạm Ngọc Thưởng: Thứ trưởng Bộ Giáo dục và Đào tạo, ủy viên Ban cán sự Đảng, Bí thư Đảng ủy Bộ Giáo dục và Đào tạo, nguyên Phó Bí thư Tỉnh ủy, Chủ tịch Ủy ban nhân dân tỉnh Lạng Sơn
- Đoàn Thị Hảo: Ủy viên Ban Thường vụ Tỉnh ủy, Bí thư Thành ủy Thành phố Thái Nguyên, đại biểu quốc hội Việt Nam khóa XIV nhiệm kì 2016-2021.
- Phạm Hồng Quang: Giáo sư, Tiến sĩ Giáo dục học, Giám đốc Đại học Thái Nguyên, nguyên Hiệu trưởng trường Đại học Sư phạm, Đại học Thái Nguyên.
- Chu Hoàng Mậu: Giáo sư, Tiến sĩ Sinh học, Nguyên Phó Giám đốc Đại học Thái Nguyên.
- Nông Quốc Chinh: Phó Giáo sư, Tiến sĩ Toán học, Nguyên Hiệu trưởng Trường Đại học Khoa học, Đại học Thái Nguyên.
- Lê Thị Thanh Nhàn: Giáo sư, Tiến sĩ Toán học, Nữ Giáo sư toán học trẻ nhất nước (2015), Nguyên Hiệu trưởng Trường Đại học Khoa học, Đại học Thái Nguyên, Vụ trưởng Vụ Tổ chức cán bộ, Bộ Giáo dục và Đào tạo.
- Phạm Việt Đức: Phó Giáo sư, Tiến sĩ Toán học, Giám đốc Sở Giáo dục và Đào tạo tỉnh Thái Nguyên.